# Darkseed (banda)
Darkseed es una banda alemana de gothic metal fundada en 1992 por Stefan Hertrich y Harald Winkler. Darkseed forma parte de la escena gótica alemana del metal, lanzando dos demos innovadores (Sharing the Grave en 1992, Darksome Thoughts 1993) y su primer álbum (“Romantic Tales” Mini-CD 1994, “Midnight Solemnly Dance” CD 1996).
El vocalista Stefan Hertrich dejó la banda en 2003, volviendo luego en 2004 para grabar el disco "Ultimate Darkness", que fue lanzado en 2005. En 2006, él y Martin Motnik, los cuales son pareja, dejaron la banda de manera definitiva. Mike Schmutzer es el cantante actual que ocupa el lugar de Stefan y el lugar de Martin Motnik no lo ocupa nadie, la cual meramente se ocupaba de algunos coros femeninos. Ella tiene su propio proyecto musical en el que contribuye Stefan, es de estilo étnico y se llama Shiva In Exile.  
Stefan Hertrich y ella, tras la salida de Darkseed dedicaron tiempo a otro proyecto, llamado SpiRitual, que nos presenta un gothic metal combinado con sonidos étnicos de orientales y latinoamericanos, por lo que se le ha llamado ethno metal. Este estilo ya fue empleado anteriormente aunque de una manera algo más extrema, en una banda de black metal que Stefan Hertrich lideraba, llamada Betray My Secrets, en ella ya hacía uso de elementos étnicos junto a su pareja, la cual tiene un estilo de cantar basado en el folclore tradicional de oriente, también contribuyó al trabajo de esta banda Christian Bystron, conocido por ser el guitarrista de la banda alemanda Megaherz, el cual también aparece en el EP Romantic Tales de Darkseed. Actualmente se encuentra inactiva desde el año 2008.
Darkseed aún se encuentra activa con su nuevo vocalista, a pesar de que su último trabajo data de 2010, llamado Poison Awaits.

## Discografía
- Sharing the Grave 1992
- Darksome Thoughts 1993
- Romantic Tales 1994
- Midnight Solemnly Dance 1996
- Spellcraft 1997
- Romantic Talesreeditado en 1998
- Give Me Light 1999
- Diving Into Darkness 2000
- Astral Adventures 2003
- Ultimate Darkness 2005
- Poison Awaits 2010
- Astral Darkness Awaits (Recopilatorio) (2012)

## Miembros actuales
- Mike Schmutzer: Voz
- Thomas Herrmann: Guitarra
- Tom Gilcher: Guitarra
- Martin Motnik: Bajo
- Armin Dörfler: Teclado
- Maurizio Guolo: Batería

## Miembros anteriores
- Stefan Hertrich -  Voz y sintetizadores 1992 - 2006
- Andi Wecker - Guitarra 1994 - 1996
- Jacek Dworok - Guitarra 1994
- Rico Galvano (ex - Lacrimas Profundere entrando en 2000) - Bajo 1996 - 1999
- Willi Wurm (ex - Lacrimas Profundere entrando en 2000) - Batería 1997 - 1999